# Kadu (Fußballspieler, 1988)
Carlos Eduardo Lisboa Mesquita (* 4. August 1988 in Jales, SP), welcher unter dem Pseudonym Kadu bekannt ist, ist ein ehemaliger brasilianischer Fußballspieler. Er spielte für den VV St. Truiden in der Eerste Division, der höchsten Liga in Belgien und wurde meist als offensiver Mittelfeldspieler eingesetzt.

## Karriere
Zur Saison 2006/07 wechselte er aus Brasilien von Ituano FC nach Belgien zu VV St. Truiden in die Eerste Division. Sein Debüt in Belgien gab er am 17. Februar 2007 beim Spiel gegen KVC Westerlo. Bei der 0:2-Niederlage gehörte er zur Startformation und wurde in der 74. Minute gegen Egon Wisniowski ausgewechselt. Nachdem er mit St. Truiden den Klassenerhalt schaffte, verließ er den Verein nach einer Saison und vier Einsätzen wieder. In Brasilien spielte er noch für Rio Branco SC und AA Francana und beendete dort 2009 seine Karriere.